# Державні доходи
Державні доходи охоплюють ту частину фінансових відносин, яка пов’язана з формуванням фінансових ресурсів у розпорядженні держави і державних підприємств.
Державні доходи - виражені у грошовій формі відносини власності (привласнення) між державою та юридичними й фізичними особами в процесі вилучення (привласнення) державою частини необхідного та додаткового продукту .
Сукупність грошових надходжень до централізованих і децентралізованих фондів держави.